# Puljezević Nenad
Nenad Puljezević, honosítása óta Puljezević Nenad, magyarosan Puljezevics Nenad (Belgrád, 1973. március 13. –) magyar válogatott kézilabdázó.

## Karrierje
Puljezević karrierjét szülővárosa egy klubjában, az RK Crvena Zvezdában kezdte. Ezt követően a ma már montenegrói RK Lovćen Cetinje csapatában folytatta pályafutását. A csapattal kétszeres bajnok és egyszeres kupagyőztes lett. Legnagyobb válogatott sikerét is még szülőhazája színeiben érte el, amikor a 2001-es világbajnokságon bronzérmet szerzett.
2002-ben Magyarországra igazolt, a Pick Szeged csapatának játékosa lett. Az egyik legsikeresebb magyar klubbal kétszer lett kupagyőztes (2006, 2008), és egyszer (2007) a bajnoki címet is megszerezte csapatával.
Szegeden töltött évei alatt felmerült esetleges honosítása is. Erre a közelgő világbajnokság miatt volt szükség, ugyanis a válogatott gyakran kapusgondokkal küzdött. A magyar állampolgárságot végül 2007 januárjában kapta meg, ekkor írta alá a kérelmet Sólyom László köztársasági elnök. A válogatott a tornán egyébként a kilencedik helyen végzett.
Legsikeresebb szezonja a 2007-es volt, amikor a Pick 11 év után szerzett ismét bajnoki címet. Puljezevič többször is rendkívül hatékonyan védett az MKB Veszprém elleni döntőben, volt, hogy a neve mellett 70%-os védési mutató állt. A döntőt a Szeged végül összesítésben 3–1-re nyerte.
A 2008-09-es szezon végén a vezetőséggel történt összetűzések miatt távoznia kellett. Először a szerb HC Kolubara csapatához szerződött. Itt nem töltött sok időt, még szintén 2009-ben a Hannover csapatához szerződött.

## Díjai, elismerései
Az év magyar kézilabdázója (2007)

## Külső hivatkozások
- Profilja a Hannover weboldalán